# Microula muliensis
Microula muliensis är en strävbladig växtart som beskrevs av Wen Tsai Wang. Microula muliensis ingår i släktet Microula och familjen strävbladiga växter. Inga underarter finns listade i Catalogue of Life.